# Chorzów
Chorzów (uitspraak: [ˈxɔʐuf], ong. chozjoef) (Duits: Königshütte, vroeger Pools: Huta Krolewska) is een stad in Polen. De stad heeft een totale oppervlakte van 33,6 km² en telde 115.241 inwoners in 2005. Chorzów vormt een conurbatie met Katowice en maakt deel uit van de grootste agglomeratie van Polen. Bestuurlijk gezien is het een zelfstandig stadsdistrict in de Poolse provincie Silezië.

## Geschiedenis
In 1797 werd het Pruisische staatsbedrijf Königshütte, genoemd naar de Pruisische koning, opgericht. Het was een van de eerste ijzerhutten (hoogovens) op het Europese vasteland die op stoommachine aandrijving werkte. Het gebied rond de fabriek kreeg ook de naam Königshütte. Door immigratie vanuit de wijde omgeving ontwikkelde het dorp zich snel tot industriestad en op 17 april 1869 kreeg het stadsrechten. In 1871 werd het staatsbedrijf onderdeel van het bedrijf Vereinigte Königs- und Laurahütte. In 1884 werd de naam gewijzigd in  Königshütte O.S (O.S. = Oberschlesien, Opper-Silezië). In 1870 woonden er 20.000 mensen, in 1910 70.000 en in 1939 110.000. Bij de onafhankelijkheid van Polen en de kwestieuze grensbepaling van deze nieuw staat werd in Silezië een referendum gehouden, waarbij de bevolking zich voor aansluiting bij Polen dan wel verblijf bij Duitsland kon uitspreken. Ondanks dat in 1921 in de gemeente Königshutte 74,5 % voor Duitsland stemde, ging dit gebied in 1922 naar Polen omdat de omgeving wel voor Polen gekozen had en de stad anders een Duitsgezinde enclave in Polen zou zijn geworden. De officiële bestuurstaal werd Pools maar het openbare leven bleef verdeeld in Duitse en Poolse culturele instellingen, scholen en sportverenigingen.
De nieuwe Poolse naam werd Królewska Huta, een letterlijke vertaling van Königshütte. In 1934 werd het aangrenzende dorp Chorzów bij de stad ingelijfd en toen werd deze naam  ook de nieuwe naam voor de stad, waarmee de verwijzing naar een Pruisische koning ongedaan was gemaakt. De nieuwe naamgever, het oude dorpje, heette sindsdien ter onderscheiding als stadswijk Chorzów Stary. 
In 1939 werd het gebied, na de bezetting door Duitsland van Polen, de vroegere provincie Opper-Silezië in zijn vooroorlogse omvang hersteld en vergroot met aangrenzende Poolse gebieden. De nieuwe provincie heette nu de 'Gau Oberschlesien'. Tot 1945 werd gebruik van Pools er in het openbaar verboden en gestraft. De Joodse inwoners werden gedeporteerd naar het nabijgelegen Auschwitz.  
Na de Tweede Wereldoorlog werd, zoals elders in Polen, de Duitse bevolking en daarmee - wat betreft Chorzow - de meerderheid van de bevolking verdreven. Nu werd het gebruik van de Duitse taal voor de vele achtergebleven tweetaligen strafbaar en verboden. Deze zogenaamde autochtonen spraken naast Duits een Pools-Duitse mengtaal die met het onderwijs disciplinair werd bestreden. De plaats van de verdreven bevolking werd ingenomen door op hun beurt uit de Sovjet-Russische annexatiegebieden in Oost-Polen verdreven Polen. Zie voor de minderheid van Opper-Sileziërs die hier zijn blijven wonen maar zich nog steeds als Duitsers identificeren: Duitse minderheid in Polen.
Chorzów ligt in een gebied van mijnbouw en zware industrie en heeft al jaren te kampen met een forse milieuvervuiling. Na de val van het communisme eind jaren tachtig werd Chorzów bovendien met hoge werkloosheidscijfers geconfronteerd.
Op 28 januari 2006 stortte een dak in van een evenementenhal aan de grens met Katowice, waarin een grote duivenbeurs werd gehouden. Er vielen zeker 67 doden, waaronder een Belg en een Nederlander. De beurs trekt jaarlijks 50.000 mensen, onder wie ook standhouders uit België en Nederland.

## Sport
Ruch Chorzów was een van de meest succesvolle voetbalclubs van Polen en werd 14 keer landskampioen. De club is tegenwoordig minder succesvol, maar speelt nog regelmatig op het hoogste niveau in de Ekstraklasa.

## Partnersteden
- Zlín (Tsjechië)
- Iserlohn (Duitsland)
- Ózd (Hongarije)

## Bekende inwoners van Chorzow

### Geboren
- Theodor Erdmann Kalide (1801–1863), kunstenaar in de ijzergiettechniek voor onder meer monumenten voor de Pruisische koningen
- Friedrich Weißler (1891–1937), als kind gedoopte Jood, jurist en lid van de Bekennende Kirche, vermoord in KZ Ravensbrück
- August Froehlich (1891–1942), katholiek priester, verzette zich tegen de nazistische voorschriften voor de eredienst, werd in concentratiekampen opgesloten en stierf in KZ Dachau
- Erwin Respondek (1894–1971), deelnemer aan de Duitse ondergrondse en spion voor Amerika, op grond waarvan hij, na gevangenname, in 1941 uitgewisseld werd
- Max Grünewald (1899–1992), rabbijn, vluchtte in 1938 naar Israël en vervolgens naar Amerika, mede-oprichter Leo Baeck Instituut
- Rudolf Albrecht (1902–1971), staatssecretaris voor handel in de DDR
- Kurt Alder (1902-1958), scheikundige Nobelprijswinnaar (1950)
- Oswald Kaduk (1906–1997), SS-Unterscharführer in Auschwitz, veroordeeld in de Sovjet-Unie en in West-Duitsland maar na 25 jaar vrijgelaten
- Franz Waxman (1906–1967), geboren als Wachsmann, vluchtte als Jood in 1934 naar Amerika, was componist van filmmuziek en werd meervoudig Oscar-winnaar
- Paul Szczurek (1908–1948), werkzaam als bewaker in Auschwitz, na veroordeling in Polen geëxecuteerd
- Oskar Seidlin (1911–1984), geboren als Koplowitz, week als Jood in 1933 uit naar Zwitserland en ging van daar in 1938 naar Amerika waar hij hoogleraar Germanistiek werd
- Henryk Alszer (1918-1959), voetballer
- Tino Schwierzina (1927–2003), burgemeester van Oost-Berlijn
- Theodor Kotulla (1928–2001), regisseur van onder meer een documentairefilm over Auschwitz
- Hans Kolo (* 1937), parlementslid voor de SPD in Beieren
- Edward Bogusławski (1940–2003), componist en muziekpedagoog in onder meer Warschau
- Walter Mixa (1941), bisschop van Augsburg
- Jerzy Wilim (1941-2014), voetballer
- Hanna Schygulla (1943), actrice en chansonnière
- Dariusz Gęsior (1969), voetballer
- Monika Hojnisz (1991), biatlete
- Michał Helik (1995), voetballer

Stadsdistricten:
Bielsko-Biała ·
Bytom ·
Dąbrowa Górnicza ·
Gliwice ·
Jaworzno ·
Katowice ·
Jastrzębie Zdrój ·
Chorzów ·
Mysłowice ·
Piekary ·
Ruda Śląska ·
Rybnik ·
Siemianowice ·
Sosnowiec ·
Świętochłowice ·
Częstochowa ·
Tychy ·
Zabrze ·
Żory

Districten:
Będzin ·
Bielsko-Biała ·
Bieruń-Lędziny ·
Cieszyn ·
Częstochowa ·
Gliwice ·
Kłobuck ·
Lubliniec ·
Mikołów ·
Myszków ·
Pszczyna ·
Racibórz ·
Rybnik ·
Tarnowskie Góry ·
Wodzisław ·
Zawiercie ·
Żywiec